# 第13985号行政命令
第13985号行政命令正式名称为“通过联邦政府促进种族平等和对服务欠佳社区的支持”，这是美国总统乔·拜登于2021年1月20日签署的第一份行政命令，旨在通过联邦政府推进种族平等和对不当社区的支持。